# División n.º 6 (Alberta)
División No. 6 es una división censal en el sur de Alberta, Canadá, centrado alrededor de Calgary. La división incluye, en gran medida, el cooperativo de comunidades conocido como Unión Regional de Calgary - Calgary Regional Partnership en inglés (el Calgary Region) y esencialmente representa el área metropolitana de Calgary.

## Comunidades
| - Ciudades - Airdrie - Calgary - Pueblos - Black Diamond - Carstairs - Chestermere - Cochrane - Crossfield - Didsbury - High River - Irricana - Okotoks - Olds - Sundre - Turner Valley | - Villas - Beiseker - Cremona - Longview - Aldeas - Blackie - Bragg Creek - Cayley - Langdon - Water Valley - Distritos municipales - Foothills n.º 31 - Rocky View n.º 44 - Municipios de condado - Condado de Mountain View - Reservas - Eden Valley 216 - Tsuu T'ina Nation 145 |

## Demográficos
(Statistics Canada, 2001)
- Viviendas: 394,884
- Población: 1,021,060
- Cambio de población (desde 1996): +15.9%
- Área: 12,642.14 km²
- Densidad: 80.8/km²

## Divisiones circundantes del censo
| Noroeste: División n.º 9  | Norte: División n.º 8 | Nordeste: División n.º 8 |
| Oeste: División n.º 15    |                       | Este: División n.º 5     |
| Suroeste: División n.º 15 | Sur: División n.º 3   | Sureste: División n.º 5  |